# Vaga de fam per Palestina
Vaga de fam per Palestina és una vaga de fam anunciada l'1 de febrer de 2024, en el 76è aniversari de l'assassinat de Mohandas Gandhi (el 30 de gener de 1948) i el mateix any que Israel va declarar la seva independència alhora que Palestina va patir la Nakba el 15 de maig de 1948. Aquesta vaga de fam per Palestina la iniciaren Gabriela Serra i Frediani, Llum Mascaray Olivera, i Martí Olivella i Solé, els quals situaren el lloc de trobada diari a la fundació Migra Studium i l'horari de visites de 16 a 19 hores.
Les reivindicacions principals de la vaga serien exigir la fi de la matança de Gaza, pressionar al govern espanyol perquè deixi de vendre armes a Israel i que doni suport a la denúncia de Sud-àfrica ha presentat contra Israel al Tribunal Internacional de Justícia exigint al govern de Netanyahu que prengui mesures per a evitar el genocidi a Gaza. També demanen que el Parlament de Catalunya aprovi en les setmanes vinents la proposta de resolució de suport a la denúncia de Sud-àfrica. En el manifest declararen que l'inici de la vaga es degué també en veure les mobilitzacions que el 20 de gener anterior es convocaren per la Xarxa Solidària contra l’Ocupació de Palestina, i se celebraren amb gran afluència i participació arreu de l'Estat espanyol demanant la fi de la colonització, l'ocupació, l'apartheid, els assassinats i bombardejos de l'Estat d'Israel contra la població palestina.
En la vaga de fam que compta amb el suport de la Comunitat Palestina, la Fede i l’Associació Catalana de Jueus i Palestins – Junts, els activistes subsistiran tan sols amb aigua i estaran supervisats per un equip mèdic, que els marcarà el fi de la vaga quan hi hagi un risc per a la salut. Així, aquesta vaga de fam comptarà també en els següents dies amb accions paral·leles de suport, com ara xerrades o dejunis. Anunciaren que entre les diverses accions dutes a terme s'havia enviat una carta al llavors ministre d'Afers Exteriors, José Manuel Albares, sense rebre'n resposta, i que reberen la visita de diversos diputats d'En Comú Podem, ERC i la CUP.
El 16 de febrer de 2024 anunciaren el final de la vaga de fam.